# Rhapsodie espagnole (Liszt)

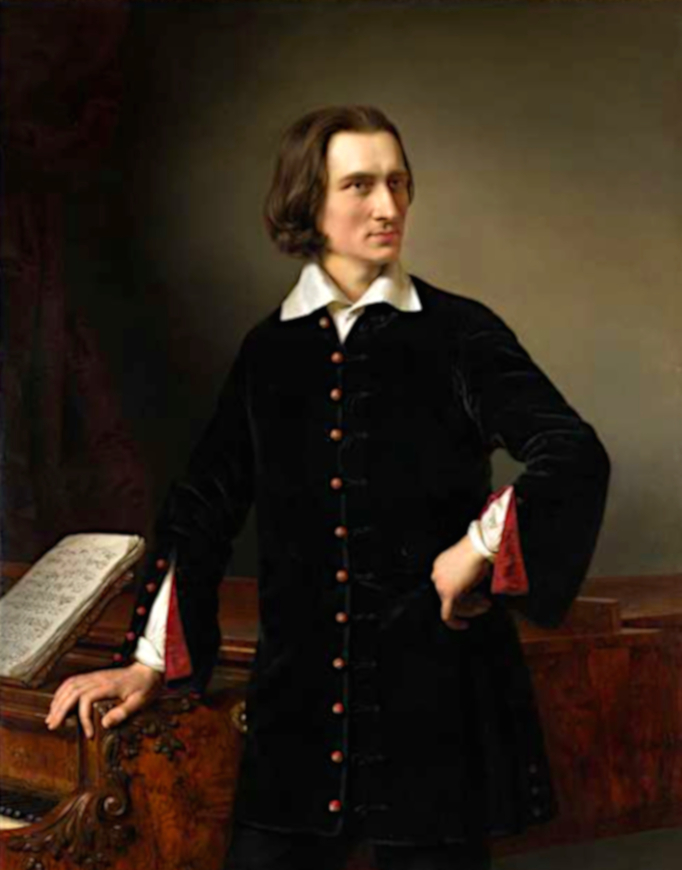
Représentation de Listz.

La Rhapsodie espagnole, S.254, R.90, est une composition pour piano solo écrite par Franz Liszt en 1863. La pièce est très suggestive de la musique traditionnelle espagnole, et a été inspirée à Liszt par sa tournée en Espagne et au Portugal en 1845. Ferruccio Busoni a arrangé le morceau pour piano et orchestre en 1894. Elle s'inspire de deux grands thèmes espagnols : la Folia (ou Folies d'Espagne) répandue entre le XVe et le XVIIe siècle sur la péninsule Ibérique et une mélodie populaire tirée d'une danse aragonaise la "Jota". 
Contrairement à ses Rhapsodies hongroises, la Rhapsodie espagnole de Liszt s'apparente plus à une succession de variations brillantes sur les deux thèmes exposés.
Une première version de l'œuvre, intitulée Grande fantaisie de concert sur des mélodies espagnoles est achevée le 2 février 1845 à Lisbonne, elle sera créée par le compositeur à Marseille, la même année, sous le titre de Souvenirs d'Espagne. Toutefois il ne s'agit en réalité que d'ébauches dont certains passages seulement renvoient directement à la Rhapsodie telle que nous la connaissons aujourd'hui et qui ne sera publiée chez Siegel qu'en 1867.
Dans ce processus créatif, il convient de noter l'influence d'un autre compositeur sur Liszt : Glinka. Dans son œuvre symphonique Jota Aragonesa, le thème central correspond à la Jota de la Rhapsodie. Glinka et Liszt étaient en effet assez proche et à la mort du compositeur Russe (1857), sa sœur dédia à Liszt la partition de la Jota qu'il entreprit par ailleurs de diriger avec son orchestre à Weimar. On peut alors supposer que pareilles circonstances ont incité Liszt à reprendre la composition de sa Rhapsodie espagnole. 
Elle se décompose en deux parties :
- Une introduction puissante aggravée par les trémolos de la main gauche puis l'exposition solennelle du premier thème (la Folia) ;
- Une seconde partie "Allegro" introduit le second thème, soit une mélodie tirée d'une danse Aragonaise populaire, la Jota.

Hans von Bülow fut une fois encore un intermédiaire précieux pour Liszt. Sa volonté de programmer l'œuvre à de nombreux récitals permis de populariser l'œuvre qui obtint les faveurs des élèves de Liszt. August Göllerich note dans son journal que le Liszt de la maturité « réclame le premier thème très lent, dans un tempo de menuet. » 